# Polskie Towarzystwo Rakietowe
Polskie Towarzystwo Rakietowe (PTR) – założone w 2010, zrzesza konstruktorów modeli rakietowych i rakiet dużej mocy.
Zajmuje się popularyzacją amatorskiego modelarstwa rakietowego przez budowanie ogólnopolskiej społeczności, organizowanie wydarzeń i własne projekty badawcze. W 2013 uzyskało status organizacji pożytku publicznego.

## Wydarzenia

### Festiwal Meteora
Coroczna impreza przeznaczona popularyzacji modelarstwa rakietowego. Podczas festiwalu uczestnicy uczą się budować rakiety małej mocy oraz wystrzeliwują swoje konstrukcje. Odbywa się przeważnie na Pustyni Błędowskiej i w ciągu dwóch dni odbywa się około 100 startów modeli.

### Loty Rakiet Eksperymentalnych
Organizowane dwa razy w roku, odbywają się na Poligonie Drawskim, gdzie w porozumieniu z wojskiem rezerwowana jest przestrzeń powietrzna. Biorą w nich między innymi uczelniane koła naukowe z całej Polski.

## Licencje startowe
Tak jak podobne organizacje na świecie, PTR przyznaje swoim członkom licencje pozwalające na wykorzystywanie silników o danej mocy w Rakietach Dużej Mocy (RDM) podczas wydarzeń organizowanych przez towarzystwo. Silniki z kolei są klasyfikowane według ich impulsu właściwego w klasyfikacji modelarskich silników rakietowych. 
- uprawnienia Klasy I obejmują zakup, posiadanie i użytkowanie silników z klas H oraz I.
- uprawnienia Klasy II obejmują uprawnienia klasy I oraz zakup, posiadanie i użytkowanie silników z klas J, K, L.
- uprawnienia Klasy III obejmują uprawnienia klasy I i II oraz zakup, posiadanie i użytkowanie silników z klas M, N, O.